# Merópi Tzoúfi
Merópi Tzoúfi (en grec moderne : Μερόπη Τζούφη), née le 18 octobre 1958 à Ioannina en Grèce, est une femme politique grecque.

## Biographie
Aux élections législatives grecques de janvier 2015, elle est élue députée au Parlement grec sur la liste de la SYRIZA dans la circonscription de Ioannina.